# کلید (موسیقی)

کلیدهای باس وتریبل همراه با نام نتها.

کلید (به فرانسوی: Clef) یک نشانه موسیقی است که برای تعیین زیرایی نت‌های نوشته شده بکار می‌رود. روی یکی از خطوط در اول حامل قرار گرفته، نام و زیرایی نت‌هایی را که روی آن خط واقع شده تعیین می‌کند. این خط به عنوان نقطه راهنما برای تعیین اسامی نتها روی هر یک از خطوط یا بین خطوط استفاده می‌شود. فقط یک کلید استفاده می‌شود که به جای خطوط به فواصل میان خطوط اشاره می‌کند.
سه نوع کلید در نت‌نویسی موسیقی مدرن بکار می‌رود: کلید دو، کلید فا و کلید سل. هر یک از کلیدها تعیین‌کننده نت متفاوتی برای خطی هستند که روی آن قرار می‌گیرند.
| کلید | نام     | نت          | خط                                      |
| ---- | ------- | ----------- | --------------------------------------- |
|      | کلید سل | G4          | نام خود را به خط دوم می‌دهد.             |
|      | کلید دو | دو وسط (C4) | خطی که از وسط کلید می‌گذرد.              |
|      | کلید فا | F3          | خطی که از بین دو نقطه جلوی کلید می‌گذرد. |

هرگاه یکی از این کلیدها روی یکی از خطوط حامل قرار گرفت، بقیه خطوط و میان خطوط با توجه به رابطه‌ای که با آن دارند خوانده می‌شوند.
استفاده از سه کلید مختلف نوشتن موسیقی برای تمامی صداها و سازها را امکان‌پذیر نموده، حتی اگر آن‌ها بازه‌های بسیار متفاوتی داشته باشند (که آنها، حتی اگر تعدادی صدای بسیار بالاتر یا پایین‌تر از صداهای دیگر باشند). انجام این کار فقط با استفاده از یک کلید بسیار سخت است، به دلیل اینکه حامل مدرن فقط ۵ خط داشته، و تعداد نت‌هایی که در محدوده حامل نشان داده می‌شود، حتی با خطوط اضافه، نزدیکی با تعداد نتهایی که یک ارکستر می‌نوازد ندارد. استفاده از کلیدهای مختلف برای سازها و صداهای متفاوت این امکان را می‌دهد که به راحتی نتها را در محدوده حامل با کمترین استفاده از خطوط اضافه نوشت. به این منظور کلید سل برا بخش‌های بالا، کلید دو برای بخش‌های میانی، و کلید فا برای بخش‌های پایین- به استثنای قسمت مهمی مهم از بخش‌های انتقالی، که نت متفاوتی از صدایی تولید می‌کنند نوشته می‌شود، اغلب حتی در اکتاو.

## محل قرارگیری روی حامل
به منظور تسهیل در نوشتن محدوده‌های مختلف، هر یک از کلیدها به صورت تئوری می‌توانند روی هر یک از خطوط حامل قرار گیرند. هرچه یک کلید روی حامل پایین‌تر قرار گیرد، بالاترین محدوده را داشته، برعکس، بالاترین کلید، محدوده پایین را خواهد داشت.
به این دلیل که پنج خط، و سه کلید داریم، معقول است که پانزده حالت مختف از کلیدها داشته باشیم. شش تا از اینها، کلیدهای زائد هستند (برای مثال، کلید سل روی خط سوم همانند کلید دو روی خط اول است). که نه کلید متفاوت باقی می‌ماند، تمامی چیزی که در طول تاریخ آن استفاده شده‌است عبارت است از: کلید سل روی دو خط پایینی، کلید فا روی سه خط بالایی و کلید دو روی تمامی خطوط بجز بالاترین، به نام «کلید دوی متحرک». (کلید دو روی بالاترین خط زائد است زیراکه  کاملاً برابر با کلید فا روی خط سوم است؛ هرچند هر دو گزینه استفاده می‌شوند)
هر یک از این کلیدها اسامی مختلفی را براساس محدوده صوتی که برای آن‌ها مناسب است، دارند.
در موسیقی مدرن، فقط چهار کلید به‌شکل منظم استفاده می‌شود: کلید تربل، کلید باس، کلید آلتو و کلید تنور. از اینها، کلید تربل و کلید باس بیشترین استفاده را دارند.

## کلیدها به تفکیک
در پایین لیست کامل از کلیدها، همراه با لیستی از سازها و صداهایی که به وسیلهٔ آن‌ها نت‌نویسی می‌شوند، آورده شده‌است. هر کلید در محل اصلی خود روی حامل نشان داده شده، به همراه نت مرجع آورده شده‌است.
علامت * بعد از نام یک کلید نشان می‌دهد که آن کلید امروزه استفاده نمی‌شود.

### کلیدهای سل

#### کلید تربل
وقتی کلید سل روی دومین خط حامل قرار می‌گیرد، به آن کلید تربل می‌گویند. این کلید امروزه بیشترین استفاده را داشته، و تنها کلید سلی است که مورد استفاده قرار می‌گیرد. به این دلیل، اصطلاحات کلید سل و کلید تربل هم‌معنی در نظر گرفته می‌شوند. قبلاً همچنین به نام کلید ویلن شناخته می‌شد. کلید تربل در طول تاریخ برای بخش‌های صدای تربل یا قبل از بلوغ، استفاده می‌شده‌است.
در میان سازها از کلید تربل برای ویلن، فلوت، ابوا، هورن انگلیسی، خانواده کلارینت، خانواده ساکسوفون، ترومپت، کرنت، یوفونیوم (و گاهی باریتون)، ویبرافون، سیلافون، ماندولین، ریکوردر و گیتار استفاده می‌کنند. کلید تربل حامل بالا از حامل عمومی (بزرگ) است که برای هارپ و کیبورد استفاده می‌شود. همچنین گاهی اوقات به جای کلید تنور، برای بالاترین نت‌های سازهایی که با کلید باس اجرا می‌شوند مانند ویلن سل، کنتر باس (که یک اکتاو پایین‌تر صدا می‌دهد) و باسون و ترمبون نیز استفاده می‌شود. همچنین ویلن آلتو (ویولا) بعضی اوقات از کلید تربل برای نتهای خیلی بالا استفاده می‌کند. کلید تربل برای صداهای سوپرانو، متسو سوپرانو، آلتو، کنتر آلتو و تنور استفاده می‌شود. صدای تنور یک اکتاو پایینتر صدا می‌دهد و اغلب بوسیله کلید اکتاو (در ادامه توضیح داده شده‌است) یا دو کلید تربل نشان داده می‌شود.

#### کلید ویلن فرانسه*
وقتی کلید تربل روی اولین خط حامل قرار می‌گیرد، به آن کلید ویلن فرانسوی می‌گویند.
این کلید دیگر استفاده نمی‌شود. سابقاً، از آن برای فلوت و ویلن استفاده می‌شد، مخصوصاً در قطعاتی که در قرن هفدهم و هجدهم در فرانسه انتشار یافته‌است. نوع قرارگیری آن نام نت‌ها را روی حامل درشرایطی همانند کلید باس قرار می‌داد، در حالی که دو اکتاو بالاتر صدا می‌داند.

### کلیدهای فا

#### کلید باس (Bass)
وقتی کلید فا روی خط چهارم قرار گرفته، به آن، کلید باس گفته می‌شود. این تنهاکلید فا است که امروزه استفاده می‌شود، پس واژه کلید فا و کلید باس اغلب مترادف در نظر گرفته می‌شود.
این کلید برای ویلن سل، یوفونیوم، کنتر باس، گیتار باس، باسون، کنتر باسون، ترومبون، باریتون، توبا و تیمپانی استفاده می‌شود. همچنین برای پایین‌ترین نتهای هورن و برای صداهای باریتون و باس استفاده می‌شود. تنو زمانی روی کلید باس نوشته می‌شود که هر دو روی یک حامل نوشته شوند. کلید باس کلید پایین در حامل عمومی برای سازهای هارپ و کیبرد است. کنترباسون، کنتر باس و الکتریک باس یک اکتاو پایین‌تر از چیزی که نوشته می‌شوند صدا می‌دهند.

#### کلید باریتون*
وقتی کلید فا روی خط سوم قرار گیرد، کلید باریتون نامیده می‌شود.
این کلید دیگر مورد استفاده نمی‌باشد. قبلاً، از آن برای نوشتن بخش باریتون در موسیقی آوازی استفاده می‌شده‌است.

#### کلید باس پایین*
وقتی کلید فا روی خط پنجم قرار می‌گرفت، به آن کلید باس پایین گفته می‌شد. نت‌خوانی این کلید مانندِ کلید تربل بوده، اما در حقیقت نتها دو اکتاو پایین‌تر بودند.
این کلید دیگر مورد استفاده نیست. قبلاً، از آن برای نوشتن بخش‌های پایین باس استفاده می‌شد (برای مثال در کارهای هنریش شوتز).

### کلیدهای دو

#### کلید آلتو
وقتی کلید دو روی سومین خط حامل قرار می‌گرفت، به آن کلید آلتو گفته می‌شد. در تمامی کلیدهای دو، این خط نشانگر نت دو وسط است.
این کلید (گاهی نیز کلید ویلا نامیده می‌شود) اکنون برای ویلا، ویلا داگامبا و ترمبون آلتو استفاده می‌شود. استفاده می‌شود. قبلاً، از آن برای صدای آلتو و برای سازهایی که در محدوده میانی اجرا می‌شدند (مانند: ابوا و ریکوردر) استفاده می‌شد. نمونه رایج از آن در کارهای سرگئی پرکفیف برای نت‌نویسی هورن انگلیسی، در سمفونی‌هایش می‌باشد. همچنین گاهی برای کیبورد نیز در زمان‌های گذشته‌استفاده شده‌است (کراهای برامس برای ارگ، جان کیج در Dream for Piano).

#### کلید تنور
وقتی کلید دو روی خط چهارم قرار می‌گیرد، به آن کلید تنور گفته می‌شود.
از این کلید برای نت‌نویسی محدوده بالایی باسون، ویلن سل، یوفونیوم، کنتر باس و ترومبون (که همگی از کلید باس در پایین و وسط محدوده صوتیشان استفاده کرده، و در محدوده صوتی بسیار بالا، کلید سل مناسب‌تر است). قبلاً، از آن برای بخش تنور در موسیقی آوازی استفاده می‌شد اما مدت زیادی است که وقتی به تنهایی نوشته می‌شود با اکتاو کلید تربل و وقتی با باس در یک کلید نوشته می‌شود، با کلید باس جایگزین شده‌است. کنتر باس یک اکتاو پایینتر از چیزی که نوشته می‌شود صدا می‌دهد.

#### کلید باریتون*
در گذشته، کلید دو گاهی روی خط پنجم قرار گرفته و کلید باریتون نامیده می‌شد، همانند کلید فای خط سوم، که هر دو دقیقاً یکی بودند. به دلیل این برابری، این کلید به ندرت در گذشته‌استفاده می‌شده؛ کلید باریتون فا در عوض استفاده می‌شد.

#### کلید متسو سوپرانو*
وقتی کلید دو روی خط دوم قرار می‌گیرد، به آن کلید متسو سوپرانو می‌گویند.
این دیگر کلید مورد استفاده نیست. قبلاً، از آن در موسیقی آوازی برای نوشتن بخش‌های متسو سوپرانو استفاده می‌شده‌است.

#### کلید سوپرانو*
وقتی کلید دو روی خط اول قرار می‌گیرد، کلید سوپرانو نامیده می‌شود.
این کلید دیگر مورد استفاده نیست. قبلاً، از آن در موسیقی آوازی برای نوشتن بخش سوپرانو استفاده می‌شده‌است.

## کلیدهای دیگر

### کلیدهای اکتاو
با شروع قرن ۱۸ از کلید تریبل برای سازهایی که یک اکتاو بمتر صدا می‌دهند استفده شد، مانند گیتار؛ همچنین برای صدای تنور نیز استفاده شد. برای رفع ابهام، بعضی وقتها کلیدهای تغییر یافته‌استفاده شده، مخصوصاً در متونی که برای گروه کر نوشته می‌شد؛ همان‌طور که نشان داده شده، کلید دو میان خط سوم و چهارم، که به آسانی با کلید تنور اشتباه گرفته می‌شده، که کمیاب بود.
این مورد اغلب در بخش تنور در حالتی که به‌شکل STAB تنظیم شده باشد، کلید تریبل با علامت اکتاو پایین آن، به این معنی بود که نت نوشته شده یک اکتاو پایین‌تر صدا خواهد داد. کلید تنور واقعی عموماً در موسیقی آوازی مورد استفاده قرار نگرفته، این کلید تریبل "اکتاو شده" کلید تنور نامیده می‌شد. کلید مشابهی بعضی اوقات برای هورن باریتنون مورد استفاده قرار می‌گرفت. در بعضی نسخه‌ها، برای همین منظور از کلید تریبل دوبله شده -دو کلید سل که روی هم قرار می‌گرفتند- استفاده می‌شد.
در قسمت دیگر جریان، کلید تربل با یک ۸ بالای آن برای پیکولو؛ penny whistle، رکوردر سپرانو و بقیه بخش‌های سازهای بادی-چوبی در محدوده صوتی بالا (به‌شکل غیر معمول) به عنوان «کلید سپرانینو» نامیده می‌شد.
کلید فا همچنین می‌تواند با علامت اکتاو نت‌نویسی شود. کلید فا که یک اکتاو بم‌تر شده بعضی اوقات برای سازهای کنترباس ماننده دوبل باس و کنتر باسون استفاده شده و شکل سنتی کلید زیر باس استفاده خود را از دست داده، که این اصطلاح برای این منظور استفاده می‌شود. از کلید فا که یک اکتاو زیرتر شده برای ریکوردر باس و گاهی، به‌ندرت، برای بخش‌های کنترتنور استفاده شده و به نام کلید کنترتنور شناخته می‌شود و برای خواننده باس یا باریتون وقتی بخش‌هایی را به صورت فالست می‌خواند راحت‌تر است. به هر حال، هر دوی این‌ها بسیار نادرند (و در حقیقت کلید کنترتنور مدت‌ها قبل به‌شکل طنز آمیزی در کارهای P. D. Q. Bach معرفی شد). کلید باس تغییر نیافته بسیار معمول است که در بخش‌های سازی و آوازی که محدوده صدای آن‌ها ظاهراً پایین‌تر از حامل قرار می‌گیرد به سادگی تعدادی از خطوط اضافه را برای هر نت به‌شکل عمومی یادمی‌گیرند. اگر نت‌های روی خطوط به‌طور قابل ملاحظه‌ای بالاتر از حامل بود آهنگساز یا ناشر بعضی اوقات نت‌ها را در کلید تربل نوشته یا یک اکتاو بم‌تر می‌نوشت.

### کلید خنثی
کلید خنثی یا کوبه‌ای کلید به آن شکل که با کلیدهای فا، سل و دو برخورد می‌شود، نیست. آن یک قرارداد ساده است که نشان می‌دهد که هر یک از خطوط و بین خطوط حامل به ساز کوبه‌ای مربوط است که دارای صدای معینی نیست. به استثنای خروجی تعدادی کیت‌های-درام عمومی و کوبه‌ای مارش. محل‌های مربوط به خطوط و میان خطوط برای این سازها استاندارد نشده‌اند، پس اساساً قرارداد یا علامتی بالای حامل برای نشان دادن چیزی که باید نواخته شود لازم است. سازهای کوبه‌ای که دارای صوت معیین هستند از کلید خنثی استفاده نمی‌کنند، و تیمپانی(نت‌نویسی در کلید فا) و کوبه‌ای‌های مضرابی (نت‌نویسی در کلید تربل یا حامل عمومی) معمولاً در خطوطی بغیر از کوبه‌ای‌های غیرقابل کوک نت‌نویسی می‌شوند.
بخش‌های با کلید خنثی همیشه پنج خط ندارد. عموماً، سازهای کوبه‌ای فقط یک خط داشته، همچنین ترکیبات دیگر نیز می‌توانند استفاده شوند.
کلید خنثی گاهی وقتی سازهای غیر کوبه‌ای تکنیک‌های فاقد صوت معین را می‌نوازند نیز مورد استفاده قرار می‌گیرد، مانند ضربه زدن در بدنه ویلن، ویلن سل یا گیتار آکوستیک یا وقتی گروه کر دست می‌زند، پا می‌کوبد یا داد می‌زند، اما بیشتر اوقات ریتم را با X در سازهای نرمال با شرحی بالای آن برای اجرای مناسب، مشخص می‌کنند.

### تبلچر
برای گیتار و دیگر سازهای پرده‌دار، نت‌نویسی به‌شکل تبلچر در محل عادی نتها ممکن است. در این صورت، علامت TAB به جای کلید نوشته می‌شود. تعداد خطوط حامل لزوماً پنج عدد نیست: یک خط برای هر سیم ساز (برای گیتار استاندارد شش سیم، شش خط، و برای باس سنتی پنج خط) در نظر گرفته می‌شود. اعداد روی خطوط نشان می‌دهد که کدام پرده روی سیم باید اجرا شود. نشانه ،TAB همانند کلید کوبه‌ای، در حقیقت یک کلید نیست، بلکه نشانه‌ای است که به جای کلید مورد استفاده قرار می‌گیرد

## تاریخچه
کلیدها هم‌زمان با خطوط، در قرن ۱۰ تکامل پیدا کرده‌اند. در اصل، بکارگیری نماد خاصی برای کلید،
خط معیار حامل با یکی از نتها مشخص می‌شد که عبارتبودند از: F و c (با حرف کوچک، زیرا C با حرف بزرگ برای یک آکتاو پایین‌تر استفاده می‌شد) و به ندرت g. این‌ها پر مصرف‌ترین «کلیدها» یا حروف-کلید در نت‌نویسی آوازهای گریگوریان بودند. به مرور زمان شکل حروف به فرم‌های دیگری تغییر کرده تا اینکه به شکل امروزی رسیده‌است.
کلیدهای مختلف دیگری نیز استفاده می‌شده، به ویژه در اولین دوره از نت‌نویسی آوازی بسیار از نتها با کلید Γ پایین (گاما، نتی که امروزه روی خط پایینی کلید باس نوشته می‌شود) تا سل بالای دو وسط (میانی)، با حرف کوچک g نوشته می‌شده و دو فرم از b کوچک اضافه شده (برای نتهایی که زیر دوی وسط (میانی)): گرد برای ♭، و چهارگوش برای ♮. همچنین در دوره‌ای، این کلیدها: F, c, f, C, D, a, g, e, Γ, B و b گرد و چهارگوش استفاده می‌شده.

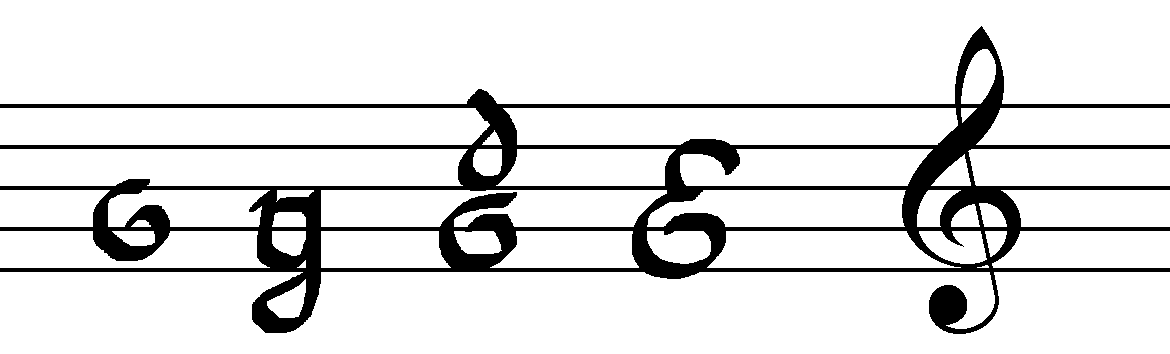
کلید سل امروزی نتیجه ترکیب کلیدهای G, D سابق است.

در دوره پلی‌فونیک تا حدود ۱۶۰۰، کلیدهای نامتعارفی گاهی برای بخش‌های بسیار بالا یا بسیار پایین محدوده صوتی، استفاده می‌شد. برای بخش‌های باس خیلی پایین، کلید گاما (Γ) در وسط خطوط، خط چهارم یا پنج حامل (برای مثال در رکوئیم پیره دِ لا رو و در یک کتاب رقص که در میانه قرن ۱۶ چاپ توسط برادران حِسِن چاپ شده‌است)؛ برای بخش‌های بسیار بالا، کلید ر-بالا (d)، و حتی بالاتر کلید فای دوبل (ff)(برای مثال در کتاب مولینر (Mulliner)) برای نشان دادن نتهایی که بالای خط پنجم و بالای حامل تریبل قرار می‌گرفتند، به ترتیب مورد استفاده قرار می‌گرفت.

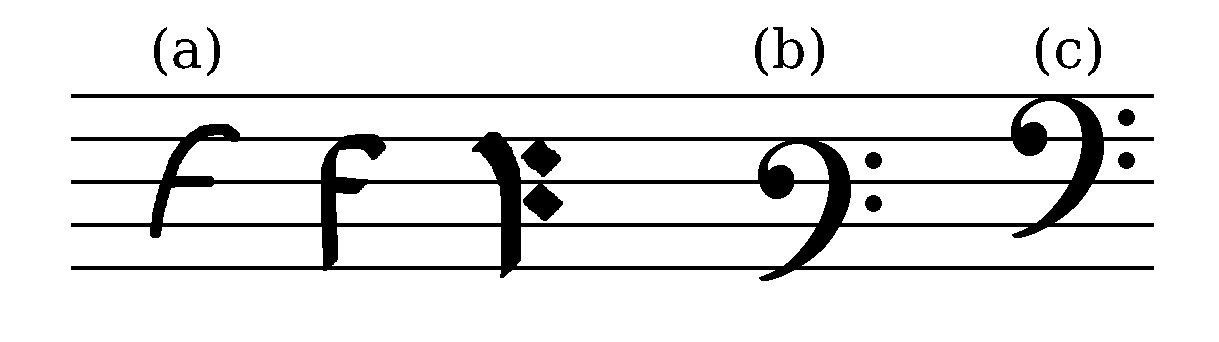
تغییرات کلید فا

تغییرات شکل کلیدهای مختلف تا همین اواخر ادامه داشت. کلید فا، تا بعد از ۱۹۷۰ در برخی نمونه‌ها (مانندکتاب‌های آواز مذهبی)، مانند  نوشته می‌شد.
در نسخه‌های موسیقی چاپ شده در قرن‌های ۱۶ و ۱۷، کلید دو اغلب به‌شکل چهارگوش، مانند این کلید تنور در سال ۱۶۳۹ نوشته می‌شد (نت نوشته شده «می» پایین است):  کلید دو قبلاً به اشکال گوشه‌دار متفاوتی نوشته می‌شد، بعضی اوقات هنر هم استفاده می‌شود، یا حتی بیشتر تغییر یافته و به شکل K، وقتی با دست نوشته می‌شد مورد استفاده قرار می‌گیرد.
در نت‌نویسی مدرن آوازهای گریگوریان، کلید دو به شکل (در حامل ۴ خطی)  و کلید فا به شکل  نوشته می‌شود.
تزئینات بالای کلید سل احتمالاً از S شکسته اول "Sol"، نام نت "G" در سلفژ گرفته شده‌است.

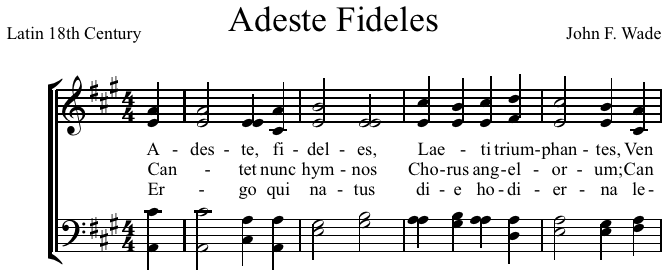
موسیقی آوازی می‌تواند در دو حامل با استفاده از کلید تریبل و کلید باس نوشته‌شود.

کلید دو قبلاً برای نت نوسیقی موسیقی آوازی استفاده می‌شد، تمرینی که به تدریج بعد از قرن ۱۹ کمتر شد. صدای سپرانو با کلید دو خط اول (کلید سپرانو)، صدای آلتو با کلید دو خط سوم (کلید آلتو)، صدای تنور با کلید دو خط چهارم (کلید تنور) و صدای باس با کلید فا خط چهارم (کلید باس) نوشته می‌شد.
در چاپ‌های مدرن، هارمونی چهاربخشی روی حامل‌های موازی معمولاً مانند نمونه‌های زیر نوشته می‌شود:
- سپرانو= کلید تریبل (سل خط دوم).
- آلتو= کلید تریبل.
- تنور= کلید تریبل با ۸ زیر آن یا کلید تریبل دوبل شده.
- باس= کلید باس (کلید فا خط چهارم)

اما می‌توان آن‌ها را به دو حامل کاهش داد، سپرانو و آلتو با کلید تریبل، تنور و باس با کلید باس، نشان داده می‌شوند.

## استفاده‌های دیگر
ترکیبات کلید نقش مهمی در موسیقی مدال تا پایان قرن ۱۶ بر عهده داشته، و تأکید خاص ترکیبات کلید در موسیقی پلی‌فونیک قرن ۱۶ در پلیفونی آوازی بر مدهای آوتنتیک و در پلیفونی سازی بر مدهای پلاگال استوار بوده اما مفهوم دقیق موضوعی علمی و پیچیده‌است. "
موسیقی می‌تواند به صورت نظر در صورتی که نت در کلید متفاوتی نوشته شده باشد انتقال یابد. برای مثال، برای نواختن بخش کلارینت A، نوازنده کلارینت ♭B باید به صورت ذهنی کلید تنور را جایگزین کلید تریبل نماید. نت کنسرتی که با کلید باس نوشته شده می‌تواند برای یک ساز ♭E با کلید تریبل خوانده شود. (نت‌ها همیشه در اکتاوی که نوشته شده‌اند صدا نمی‌دهند). سرکلید نوشته شده باید همیشه در هنگام اجرا با کلید مطابق سازی که می‌نوازد جایگزین شود.